# Begraafplaats van Provin
De Begraafplaats van Provin is een gemeentelijke begraafplaats in de gemeente Provin in het Franse Noorderdepartement. De begraafplaats ligt aan de westkant van het dorpscentrum.

## Britse oorlogsgraven
Op de begraafplaats bevinden zich 2 Britse oorlogsgraven uit de Tweede Wereldoorlog. De 2 graven zijn geïdentificeerd en worden onderhouden door de Commonwealth War Graves Commission. In de CWGC-registers is de begraafplaats opgenomen als Provin Communal Cemetery.